# Alliance rebelle
Pour les articles homonymes, voir Alliance.
Armée apparaissant dans
Star Wars.
2 av. BY – 4 ap. BY
Histoire et évènements
Chancelier
 République galactique  Nouvelle République
Ordre Jedi  Résistance
L'Alliance rebelle, de son nom officiel Alliance pour la Restauration de la République, également appelée simplement l'Alliance ou la Rébellion, est une organisation armée fictive de l'univers de Star Wars qui affronte l'Empire galactique.

## Univers

Un sabre laser bleu, arme des Jedi, et un sabre laser rouge, arme des Sith.

L'univers de Star Wars se déroule dans une galaxie habitée par des humains et de nombreuses espèces extraterrestres. Elle est le théâtre d'affrontements entre les chevaliers Jedi et les seigneurs noirs des Sith, personnes sensibles à la Force, un champ énergétique mystérieux qui leur procure des pouvoirs psychiques. Les Jedi maîtrisent le côté lumineux de la Force, pouvoir bénéfique et défensif, pour maintenir la paix dans la galaxie. Les Sith utilisent le côté obscur, pouvoir nuisible et destructeur, pour leur usage personnel et pour dominer la galaxie.
Depuis le rachat de la société Lucasfilm par la Walt Disney Company, il existe deux univers Star Wars : le « Légendes » et l'« Officiel ». Ils ont pour point commun les six premiers films et la série télévisée The Clone Wars. L'univers Légendes reprend en plus les histoires complémentaires présentées dans des livres, des bandes dessinées, des téléfilms ou des jeux sortis avant 2014. L'univers Officiel reprend, lui, les histoires des films et des autres supports parus depuis 2014,.

## Histoire

### Univers officiel

#### Prémices de l'Alliance
La dissolution de la Confédération des systèmes indépendants n'amène pas pour autant tous les séparatistes à arrêter leur opposition à la République galactique transformée en Empire galactique. Plusieurs séparatistes rejoignent l'Alliance rebelle, qui commence à se développer contre l'oppression impériale.
Peu après la proclamation de l'Empire galactique, le sénateur d'Alderaan, Bail Organa, adopte Leia Skywalker, sans lui révéler son identité réelle de fille de Dark Vador. Leia deviendra par la suite une grande dirigeante de l'Alliance rebelle. En effet, Alderaan soutient de plus en plus l'Alliance naissante. Leia devient sénatrice d'Alderaan, tout en poursuivant l'action rebelle clandestine d'Alderaan,,.
Ahsoka Tano rejoint les rebelles après avoir affronté un Inquisiteur, le Sixième Frère, qui enquêtait sur elle sur Raada, où elle aidait les résistants.
Après avoir critiqué ouvertement l'Empereur, la sénatrice Mon Mothma rejoint le Ghost, vaisseau dont l'équipage est affilié aux rebelles. Elle diffuse un message à travers l'Holonet dans lequel elle demande aux différentes cellules rebelles de s'unifier pour contrer plus efficacement l'Empire. Cet événement marque la naissance de l'Alliance rebelle proprement dite,.

#### Destruction de l'Étoile de la mort
Quelques heures avant la bataille de Scarif, des membres du haut commandement de l'Alliance rebelle, tels les sénateurs Nower Jebel, Tynnra Pamlo et Vasp Vaspar, réclament la dissolution de l'Alliance, mais ne sont pas écoutés.
Le vol des plans de l'Étoile de la mort, une station spatiale impériale assez puissante pour réprimer toute opposition à l'Empire, représente la première grande opération de l'Alliance rebelle. Jyn Erso, la fille de l'ingénieur Galen Erso, et l'équipe Rogue One s'introduisent sur la base impériale de Scarif où se trouvent les archives impériales, afin d'y récupérer les plans. La bataille fait rage à la surface entre le groupe d'assaut et les forces sur place, et dans l'espace entre la flotte rebelle et les renforts impériaux dirigés par le Sith Dark Vador. Jyn parvient à transmettre les plans jusqu'aux vaisseaux rebelles en orbite, mais la station de combat tire de son superlaser sur la surface de planète, ne laissant aucun survivant. Le vaisseau rebelle Tantive IV commandé par la princesse Leia Organa réceptionne les plans et s'échappe,,,,,.
Le Tantive IV est arraisonné par le destroyer stellaire de Vador au-dessus de Tatooine. Avant d'être capturée, Leia donne les plans de la station de combat au droïde R2-D2 qui s'échappe à bord d'une capsule de sauvetage accompagné de C-3PO. Sur la planète désertique, les deux droïdes sont capturés par des jawas et vendus à l'oncle de Luke Skywalker. Luke découvre un message caché dans lequel Leia demande à Obi-Wan Kenobi d'aider l'Alliance rebelle. R2-D2 s'enfuit sans prévenir pour partir à la recherche du Jedi. Peu après, Luke et les droïdes sont sauvés de pillards tusken, justement par Kenobi,,,,.

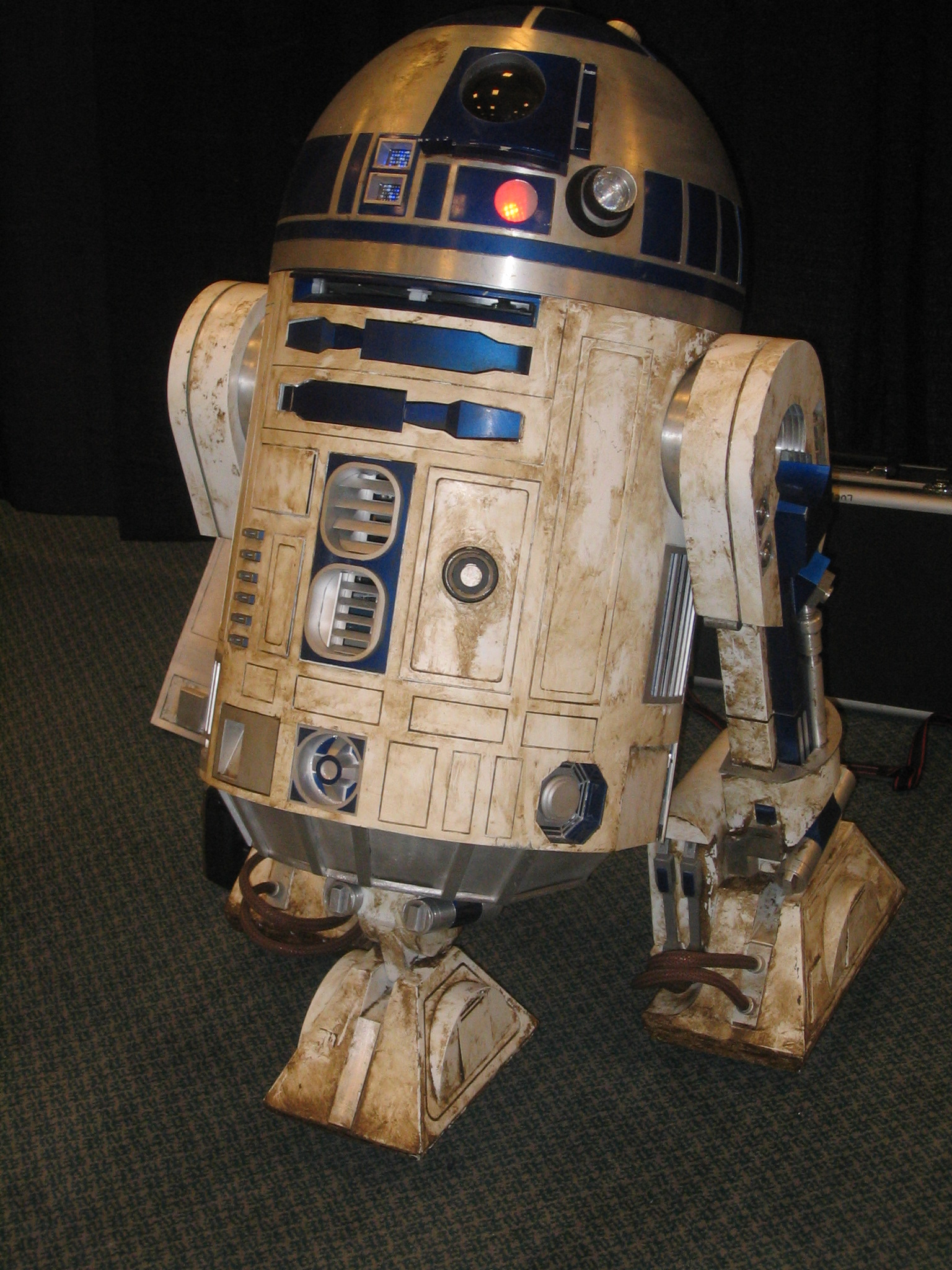
Après s'être échappé du Tantive IV R2-D2 conserve les plans de l'Étoile de la mort jusqu'à son retour sur Yavin 4.

L'Empereur dissout le Sénat impérial à la suite du vol des plans secrets et de la révélation de la complicité de la sénatrice d'Alderaan, Leia. Jusque-là, la cause rebelle gagnait du terrain au Sénat. Tous les potentiels partisans de l'Alliance rebelle au Sénat sont arrêtés et enfermés dans la prison d'Arrth-Eno, sur Coruscant. Les rebelles ne parviennent pas à libérer les prisonniers, qui sont exécutés.
Pendant ce temps, Leia est prisonnière sur l'Étoile de la mort. Le Sénat a été dissous précédemment par l'Empereur. Le Grand moff Tarkin interroge la princesse, il veut savoir où se trouve le quartier-général de l'Alliance rebelle. Il menace d'ouvrir le feu sur Alderaan, où Leia Organa a grandi. Celle-ci lui avoue qu'elle se trouve sur Dantooine. Malgré ça, Tarkin fait détruire la planète sous les yeux de sa sénatrice,,.
Luke décide d'accompagner Kenobi et les deux droïdes vers Alderaan pour retrouver les rebelles. À Mos Eisley, ils font la rencontre de Han Solo et Chewbacca, les propriétaires du vaisseau spatial Faucon Millenium. Les deux contrebandiers sont embauchés pour les amener à Alderaan,,.
À bord de la station spatiale, Tarkin apprend qu'il ne reste qu'une ancienne base abandonnée sur Dantooine. Il fait torturer la princesse pour qu'elle avoue la vérité. Au même moment, le Faucon Millenium sort de l'hyperespace dans un champ de vestiges de la planète détruite. Il est bientôt attiré par un rayon tracteur qui les oblige à se poser dans l'Étoile de la mort. Han et Luke se déguisent, infiltrent la station et libèrent la princesse Leia. Obi-Wan Kenobi affrontent Vador tandis que les autres montent dans le Faucon Millenium. Le Jedi se laisse tuer par son ancien apprenti, mais permet aux autres de fuir,,.
Ils se rendent sur Yavin 4 où se trouve la base rebelle pour y livrer les plans de l'Étoile de la mort contenus dans R2-D2. Ceux-ci sont analysés par les ingénieurs de l'Alliance rebelle et la faille est découverte. Cependant, l'Empire avait placé une balise de localisation sur le Faucon lorsqu'il était encore à bord de la station. Cela permet à Tarkin et Vador de connaître la position exacte du quartier-général rebelle et donc d'y envoyer l'Étoile de la mort pour le détruire,,.
S'ensuit une bataille, qui se conclut par une victoire de l'Alliance rebelle, qui éradique pratiquement l'ensemble des effectifs et équipements présents, dont l'Étoile de la mort,,,.
Cependant, les pertes rebelles sont lourdes. En plus du Faucon Millenium, seulement trois vaisseaux des escadrons « rouge » et « or » sont de retour, parmi lesquels ceux pilotés par Luke Skywalker et Wedge Antilles. Les commandants de ces deux escadrons ont été abattus durant les combats,,.

#### Installation à Hoth
À la suite de la bataille de Yavin, la principale base secrète de l'Alliance ayant été découverte par l'Empire, les rebelles doivent s'installer dans un nouveau quartier-général. Ils choisissent Hoth, un monde désolé et inconnu de la majorité des cartes de navigation, et construisent un nouveau centre de commandement dans les grottes de la planète. Après plusieurs mois d'aménagement en creusant dans Hoth, les rebelles nomment cette installation « base Echo » en référence à l'acoustique de cette caverne,,,.
Alors que les rebelles Han Solo et Chewbacca patrouillent dans les plaines glacées, une sonde impériale les repère. Bien que Solo lui tire dessus, les impériaux sont avertis de la présence rebelle à Hoth. Une bataille entre des forces de l'Empire et de l'Alliance s'ensuit.
Les vaisseaux de l'Alliance doivent fuir avant l'arrivée de l'Empire. Les rebelles non combattants sont évacués en priorité, et les vaisseaux les transportant quittent rapidement le système par l'hyperespace. Les soldats rebelles doivent alors empêcher les impériaux d'entrer dans la base Echo.

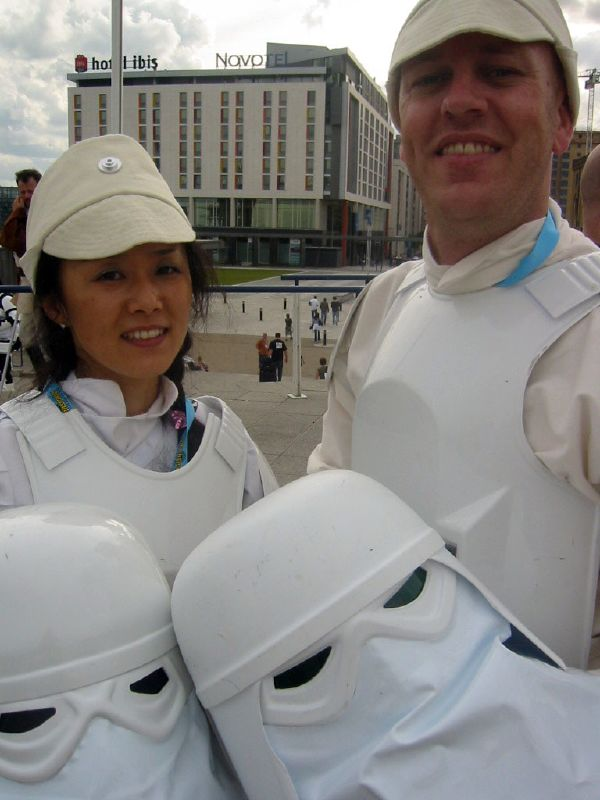
Cosplays de snowtroopers ayant retiré leur casque.

La méthode utilisée par l'Alliance rebelle pour vaincre les TB-TT provient de Luke. Cette technique demande la participation des deux soldats présents à bord d'un snowspeeder. Le canonnier projette le câble du speeder pendant que le pilote le fait tourner autour des pattes du marcheur impérial tout en évitant soigneusement de percuter le TB-TT. Déstabilisé par ses pattes bloquées, le marcheur s'effondre au sol et le snowspeeder rebelle peut alors viser un point faible derrière le cou du TB-TT pour le faire exploser. Certes, l'Alliance abat ainsi des marcheurs impériaux durant cette bataille, mais elle ne réussit pas à venir à bout de l'ensemble des TB-TT.
L'un des TB-TT tire sur le générateur visé par les forces impériales, ce qui permet aux autres vaisseaux impériaux d’atterrir à Hoth. Les rebelles restants essaient alors d’empêcher les snowtroopers de Vador d'entrer et de prendre la base Echo, mais celle-ci est rapidement envahie par les troupes impériales. Les rebelles ayant survécu à l'assaut évacuent alors la base, qu'ils laissent abandonnée à l'Empire,.

#### Après la bataille de Hoth
L'Empereur Palpatine, dans le cadre d'un piège qu'il s'apprête à tendre à l'Alliance afin de l'exterminer pour de bon, se rend au chantier de l'Étoile de la mort II pour l'inspecter, accompagné de quelques hauts conseillers.
En parallèle, les rebelles tombent dans le piège et découvrent l'existence de la station spatiale, avant de parvenir à en obtenir les plans. Les bothans fournissent quelques informations à l'aide de leur réseau, notamment l'emplacement du chantier.
L'Alliance lance donc une opération d'attaque de la nouvelle station spatiale. Han Solo, Leia Organa et Chewbacca se posent sur la lune forestière d'Endor pour y neutraliser le générateur du bouclier qui entoure la station spatiale. Ce groupe de rebelles est soutenu par les ewoks autochtones contre les soldats impériaux. Dans le même temps, une bataille spatiale en orbite oppose les flottes rebelle et impériale tandis que Luke Skywalker et Dark Vador s'affrontent à bord de la station,,.
Un groupe de vaisseaux dirigé par le Faucon Millenium piloté par Lando Calrissian doit entrer dans la station spatiale jusqu'à son réacteur, qu'il faut faire exploser. L'escadron fuit avec précipitation tandis que la station prend feu. Le Faucon Millenium parvient à s'en sortir de justesse, et l'Étoile de la mort II explose.

### UniversLégendes
Dark Vador demande à Galen Marek de rassembler les principaux rebelles de la Galaxie, prétendument pour former une Alliance rebelle unifiée. En réalité, Vador tente d'éliminer ces rebelles, mais Galen se sacrifie pour les sauver. Ceux-ci, dont font partie Bail Organa et Mon Mothma, se retrouvent dans l'ancienne maison de Galen, à Kashyyyk, et y fondent officiellement l'Alliance rebelle, en prenant le blason des Marek comme symbole.
Un groupe d'espions de l'Alliance rebelle se procure les plans de l'Étoile de la mort sur Toprawa, où le superlaser de l'Étoile de la mort est en construction. Il les transmet au Tantive IV alors en orbite autour de la planète. Celui-ci est cependant pris en chasse par le destroyer stellaire de Dark Vador, ce qui l'oblige à fuir,,.
Découverte accidentellement par Luke Skywalker et C-3PO, Hoth devient, à la suite de la bataille de Yavin, la nouvelle cachette de l'Alliance rebelle. Les rebelles s'installent notamment dans la base Echo, une installation conséquemment perturbée uniquement par les attaques wampas, qui amènent les rebelles à tenter d'améliorer leur système de sécurité.
Pour obtenir les plans de l'Étoile de la mort II, l'Alliance rebelle compte beaucoup sur le soutien des bothans, peuple au réseau d'espionnage très développé. Les rebelles attaquent le cargo impérial Suprosa et y récupèrent les plans, cryptés. Les rebelles se rendent alors sur la colonie bothan de Kothlis, où ils affrontent l'Empire. Malgré les nombreuses pertes bothanes, la bataille de Kothlis s'achève en victoire rebelle,.

## Localisation
L'Alliance rebelle choisit comme bases différentes planètes. Elle s'installe à Dantooine, mais l'abandonne ensuite. La cellule Phoenix s'installe sur Atollon temporairement et y construit la base Chopper.
L'Alliance finit cependant par installer son quartier-général sur Yavin 4, un satellite naturel couvert de forêt et de jungle. Elle fait du Grand Temple, l'un des temples pyramidaux construits par les massassi à l'intérieur de la forêt, sa principale base,,.
Après la bataille de Yavin, l'Alliance construit à Hoth la labyrinthique base Echo, composée de zones creusées artificiellement et de grottes naturelles à la fois, ainsi que des avant-postes telle la station Echo 3-T-8 ou l'avant-poste Delta au nord-ouest de la base Echo.

## Organisation
La dirigeante de l'Alliance rebelle est la sénatrice de Chandrila, Mon Mothma. Tout comme un autre leader rebelle, le sénateur d'Alderaan Bail Organa, elle est pacifiste et fait partie d'un groupe de sénateurs qui s'opposait déjà au fait que Palpatine accumulait les pouvoirs pendant la guerre des clones qui a précédé la proclamation de l'Empire galactique,.
L'Alliance rebelle récolte des renseignements secrets sur l'Empire grâce au programme Fulcrum. « Fulcrum » est le nom de code des agents rebelles, parfois infiltrés dans l'Empire, comme c'est le cas pour Kallus. Cassian Andor est chargé du recrutement de ces agents.

### Commandement
L'Alliance est gouvernée démocratiquement par des élus, afin qu'à la chute de l'Empire un nouveau système politique puisse directement remplacer l'ancien. Les postes de dirigeants de l'Alliance sont ainsi confiés à des individus aux idéologies diverses et variées, afin de favoriser l'entente au sein de l'Alliance.